# نشانه میدانی

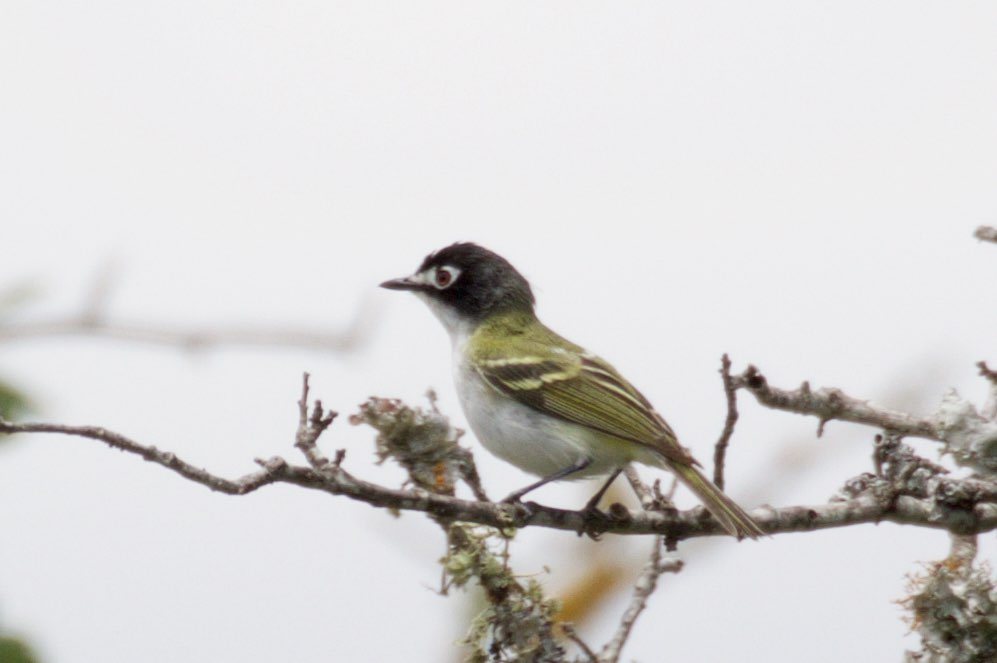
«عینک» های سرودخوان سرسیاه به عنوان یک نشانه میدانی تشخیصی در نظر گرفته می‌شود.

نشانه میدانی (به انگلیسی: Field mark) هر ویژگی است (مانند پر) که برای شناسایی گونه‌ها، معمولاً پرندگان، سودمند است. آنها اغلب در راهنماهای میدانی یا کلیدهای شناسایی استفاده می‌شوند. در یک زمینه گسترده‌تر، یک نشانه میدانی ممکن است به عنوان یک «ویژگی» نامیده شود (به عنوان مثال "ویژگی متفاوت" یا "ویژگی تشخیصی"). برای پرندگان این ممکن است شامل پر، ویژگی‌های پرواز، نسبت‌ها، صدا، رفتار و غیره باشد، یعنی همه ویژگی‌هایی که به شناسایی کمک می‌کنند. برخلاف نشانه‌های درون‌دستی، که زمانی که نمونه‌ای در دست نگه داشته می‌شود، قابل تشخیص هستند، نشانه میدانی به ویژه آن دسته از نشانه‌هایی هستند که در شرایط کمتر از بهینه سودمند باقی می‌مانند، برای مثال زمانی که سوژه دورتر است، تنها تا اندازه‌ای قابل دیدن است یا به اندازه کافی رنگ‌های آن دیده نمی‌شود.